# Александрия (дим)
Алекса́ндрия (греч. Δήμος Αλεξάνδρειας) — община (дим) в Греции. Входит в периферийную единицу Иматия в периферии Центральная Македония. Население 41 570 жителей по переписи 2011 года. Площадь 478,825 квадратного километра. Плотность 86,82 человека на квадратный километр. Административный центр — Александрия. Димархом на местных выборах 2014 года избран Панайотис Гиринис (Παναγιώτης Γκυρίνης).
Сообщество Йидас (Κοινότητα Γιδά) создано в 1918 году (ΦΕΚ 152Α). Община Йидас (Δήμος Γιδά) создана в 1948 году (ΦΕΚ 56Α), в 1953 году (ΦΕΚ 10Α) переименована в общину Александрия. В 1997 году (ΦΕΚ 244Α) к общине присоединён ряд населённых пунктов. В 2010 году (ΦΕΚ 87Α) по программе «Калликратис» к общине присоединены упразднённые общины Андигонидес, Мелики и Плати.
Община (дим) Александрия делится на 4 общинные единицы.